# Elsa Punset Bannel
Elsa Punset Bannel (Londres, 1964) és una escriptora i filòsofa filla del divulgador científic Eduard Punset. Va néixer a Londres i es va criar a Haití, Estats Units i Madrid. Llicenciada en Filosofia i Lletres i Master en Humanitats per la Universitat d'Oxford, a Anglaterra; Màster en Periodisme per la Universitat Autònoma de Madrid. Va estudiar composició a la Manhattan School of Music i enginyeria de so a la New School de Nova York. Ha treballat com a editora a la branca educativa del Grup Anaya i com a directora editorial a la Fundació Autor (SGAE). Els seus àmbits d'interès se centren en l'aplicació de la intel·ligència emocional, presa de decisions i processos d'aprenentatge en nens i adults. Actualment és coordinadora i formadora del grup de la Universitat Camilo José Cela que desenvolupa la implementació d'un programa d'aprenentatge social i emocional pioner a Espanya.
Col·labora habitualment en diferents mitjans de comunicació i fa conferències i tallers sobre intel·ligència emocional en diversos àmbits socials i educatius. És autora de Brújula para navegantes emocionales (Aguilar, 2008). Rebé el premi Pilates 2009 per la seva aportació al món de la cultura. El novembre de 2009 va publicar Inocencia radical (Aguilar), un assaig sobre l'impacte de les emocions a la vida diària. Ha estat col·laboradora en el programa de televisió El hormiguero. En octubre de 2012 es va incorporar al programa Redes, emès setmanalment a La 2 i al Canal Internacional de TVE, on va presentar i dirigir la secció La Mirada de Elsa, dedicada al desenvolupament personal. Redes es va deixar d'emetre en gener de 2014, però Elsa Punset continuà col·laborant amb la televisió pública espanyola en el programa Para todos La 2 amb la secció El mundo en tus manos fins que el programa fou cancel·lat el juny de 2015.
Al 2018 va participar com a convidada al programa argentí Almorzando con Mirtha Legrand de Mirtha Legrand.
Ha participat en diverses xerrades de Aprendemos Juntos de BBVA